# Aizumisato, Fukushima
Aizumisato (会津美里町 Aizumisato-machi) là thị trấn thuộc huyện Ōnuma, tỉnh Fukushima, Nhật Bản. Tính đến ngày 1 tháng 10 năm 2020, dân số ước tính thị trấn là 19.014 người và mật độ dân số là 69 người/km2. Tổng diện tích thị trấn là 276,3 km2.

## Địa lý

### Đô thị lân cận
- Fukushima
  - Aizuwakamatsu
  - Aizubange
  - Yanaizu
  - Shōwa
  - Shimogō

## Giao thông

### Đường sắt
JR East – Tuyến Tadami
- Aizu-Takada – Negishi

### Cao tốc/Xa lộ
- Cao tốc Ban-etsu – Niitsuru PA
- Quốc lộ 401